# Kazania świętokrzyskie

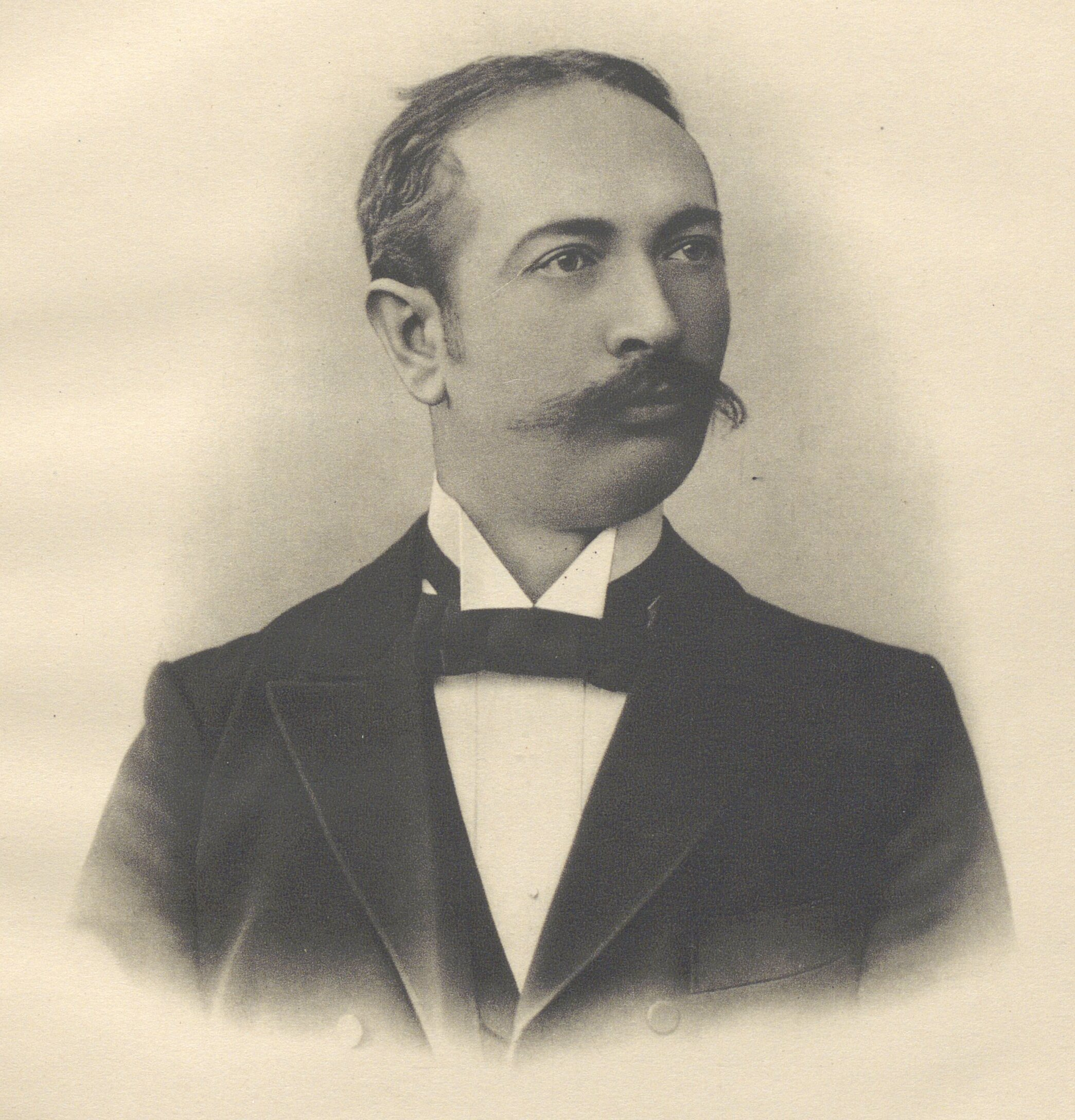
Aleksander Brückner – odkrywca kazań (1895)

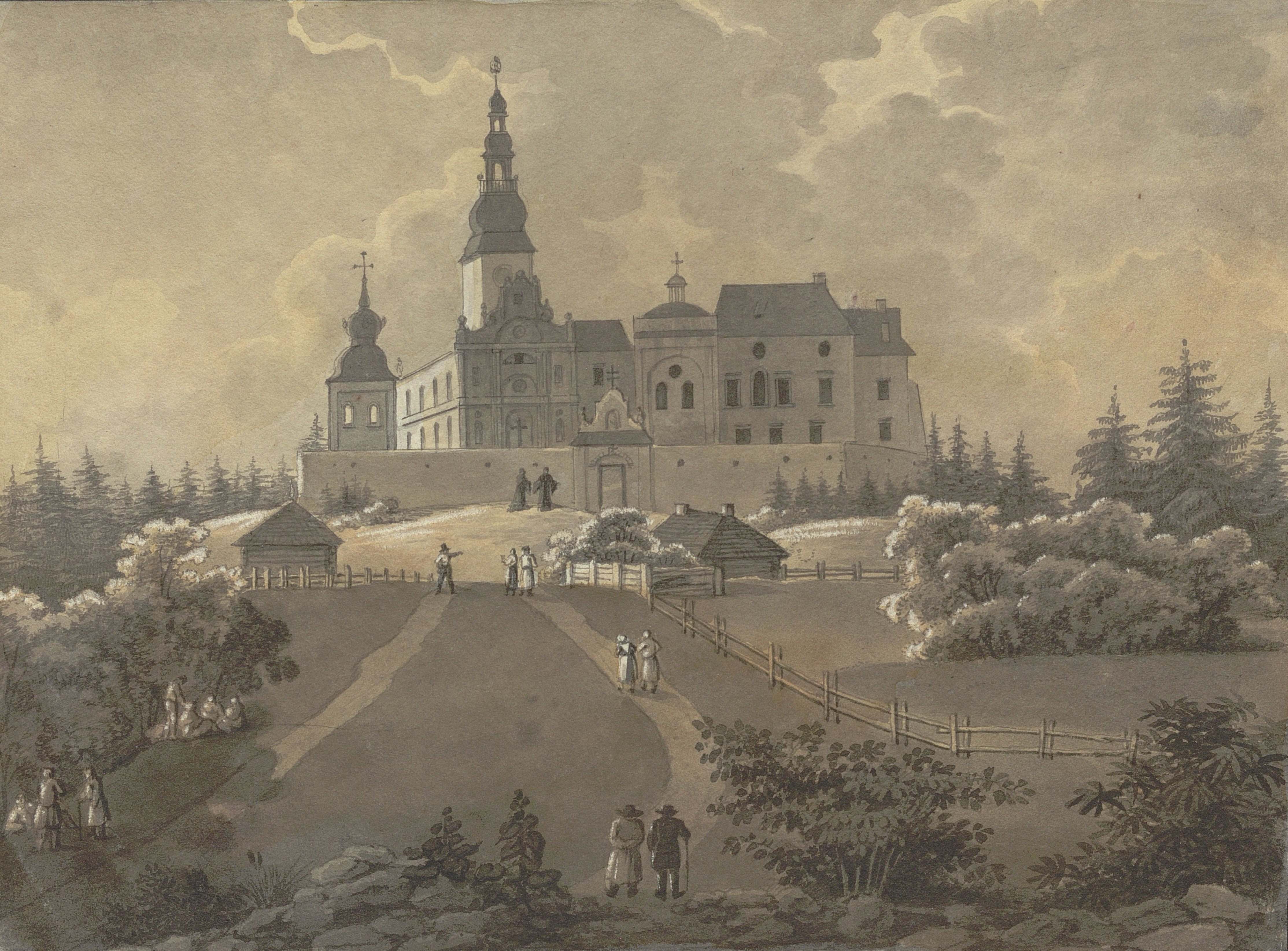
Widok klasztoru na Łysej Górze około 1825–1850

Kazania świętokrzyskie – polskie średniowieczne kazania, pochodzące prawdopodobnie z końca XIII lub z XIV wieku, uznawane za najstarszy dokument prozatorski stworzony w języku polskim. Zostały one odnalezione przez Aleksandra Brücknera w 1890 roku w oprawie kodeksu, zawierającego Dzieje Apostolskie i Apokalipsę. Ich nazwa została utworzona przez badacza od prawdopodobnego miejsca ich pochodzenia (księga, w której się przechowały, była wcześniej własnością biblioteki klasztoru Benedyktynów na Łysej Górze w Górach Świętokrzyskich). Zabytek składa się z jednego całego kazania i fragmentów pięciu innych kazań.
Kazania świętokrzyskie zostały opublikowane w 1891 w roczniku „Prace Filologiczne” w opracowaniu Aleksandra Brücknera; w 1934 zostały wydane wraz z faksymiliami rękopisu przez Polską Akademię Umiejętności w opracowaniu krytycznym Jana Łosia i Władysława Semkowicza.

## Historia zabytku

### Datowanie
Nie wiadomo dokładnie, kiedy powstały Kazania świętokrzyskie. Zdecydowana większość badaczy zakłada, że zachowany tekst pochodzi z połowy XIV wieku, ale jest jedynie odpisem starszego oryginału, którego powstanie datuje się na koniec XIII lub początek XIV wieku. Część badaczy przyjmuje jednak, że zachowany tekst jest oryginalnym rękopisem i w związku z tym ocenia czas powstania kazań na połowę wieku XIV.

### Pochodzenie
Pochodzenie Kazań świętokrzyskich jest niepewne. Aleksander Brückner ustalił na podstawie bibliotecznej notki proweniencyjnej, że do Warszawy trafiły one z biblioteki klasztoru na Łysej Górze w Górach Świętokrzyskich, z czego wywnioskował, że właśnie w tym miejscu powstał ten zabytek. Obecnie jednak ta hipoteza podawana jest w wątpliwość – Władysław Semkowicz odkrył, że kodeks, już wzmocniony pergaminowymi paskami, trafił do klasztoru Benedyktynów z klasztoru Bożogrobców w Leżajsku około 1459 roku, jako uzupełnienie zbiorów bibliotecznych, uszczuplonych w wyniku pożaru. Wiadomo jednak, że również Leżajsk nie był miejscem powstania kazań – kodeks z Apokalipsą i Dziejami Apostolskimi znalazł się tam już wzmocniony pergaminowymi paskami. W latach 30. XX w. Brückner przyjął tezę Semkowicza, że po 1461 klasztor łysogórski zakupił już podklejony skrawkami kazań kodeks, zaś pocięte one zostały wcześniej w innym miejscu, być może w Miechowie.
Analizy językowe przeprowadzone przez Stanisława Urbańczyka i Semkowicza wskazują, że tekst powstał prawdopodobnie w Małopolsce. Według badaczy mogło to mieć miejsce w Miechowie – tamtejszy klasztor słynął z wysokiej jakości kazań (również w języku polskim) i bogatej biblioteki, był też silnie związany ze zgromadzeniem w Leżajsku, któremu mógł przekazać kodeks. Jeśli jednak hipoteza ustalająca czas powstania kazań na XIII wiek jest słuszna, to umiejscowienie ich powstania w Miechowie staje się mniej prawdopodobne – tamtejszy klasztor był ówcześnie zamieszkany głównie przez obcokrajowców (przede wszystkim Niemców i Czechów), nie wiadomo więc, czy pod koniec XIII wieku przebywała tam osoba, która znałaby język polski na tyle dobrze, ażeby móc za jego pomocą stworzyć skomplikowane i kunsztowne kazania.

### Dzieje tekstu
Tekst Kazań świętokrzyskich został pocięty na paski i włączony do oprawy kodeksu, pisanego już na papierze, zawierającego łaciński tekst Dziejów Apostolskich i Apokalipsy (poprzez podklejenie nimi wzmacniających oprawę sznurków) w pierwszej połowie XV wieku. Introligator użył do podklejenia dwóch kolejnych kart starego manuskryptu – jednej w całości i drugiej w połowie, dzięki czemu po złożeniu pasków udało się odtworzyć i odczytać tekst obustronnie zapisany na kartach. Pozostałe, niezachowane do dziś części kazań posłużyły prawdopodobnie do wzmocnienia innych ksiąg. Była to popularna wówczas metoda konserwacji – pergamin był materiałem trwałym i kosztownym, a więc oszczędzanym i maksymalnie wykorzystywanym. Często więc używano niepotrzebnych tekstów, aby wzmacniać egzemplarze cenniejsze.
Prawdopodobnie w XV w. kodeks znalazł się bibliotece opactwa na Świętym Krzyżu. Pozostał tam do roku 1819, kiedy to po kasacie zakonu trafił do biblioteki przy założonym dwa lata wcześniej Uniwersytecie Warszawskim. Między rokiem 1832 a 1834 kodeks trafił do Cesarskiej Biblioteki Publicznej w Petersburgu wraz z innymi zabytkami piśmiennictwa wywiezionymi do Rosji w ramach represji po powstaniu listopadowym.
Aleksander Brückner odkrył kazania 25 marca 1890 roku w Cesarskiej Bibliotece Publicznej podczas przeglądania kodeksu. W oprawie tomu, oznaczonego w Petersburgu sygnaturą Lat.I.Q.281, badacz odkrył 18 podłużnych pasków pergaminu, służących do jej wzmocnienia. Po złożeniu okazały się zawierać cały tekst jednego i fragmenty pięciu kazań. W Petersburgu została też wykonana pierwsza reprodukcja fotograficzna pasków.
Na mocy traktatu ryskiego z 1921 Kazania powróciły do Polski. W 1925 jako samodzielna całość trafiły do Biblioteki Uniwersyteckiej w Warszawie, a następnie do powołanej w 1928 Biblioteki Narodowej, gdzie Kazania otrzymały oprawę. Rękopis, z którego zostały wyjęte fragmenty Kazań, pozostał w Bibliotece Uniwersyteckiej i wraz z innymi kodeksami uległ zniszczeniu w 1944. W sierpniu 1939 Kazania razem z innymi najcenniejszymi rękopisami Biblioteki Narodowej ukryto w Banku Gospodarstwa Krajowego. Po wybuchu II wojny światowej na początku września przewieziono je przez Rumunię do Paryża, a po kilku miesiącach do Kanady. Do Polski powróciły w 1959 i od tego czasu ponownie znajdują się w zbiorach Biblioteki Narodowej (sygn. 8001).

### Opis
Karty podzielone są na 18 pasków. 15 pasków składa się na jedną kartę o wymiarach 117 na 173 mm, natomiast pozostałe trzy paski stanowią dolną część drugiej karty.

## Treść
Zachowane paski pergaminowe zawierają: całość Kazania na dzień św. Katarzyny (25 listopada) i urywki Kazania na dzień świętego Michała (29 września), Kazania na dzień św. Mikołaja (6 grudnia), Kazania na dzień Bożego Narodzenia (24 grudnia), Kazania na święto Trzech Króli (6 stycznia) oraz Kazania na dzień Oczyszczenia Najświętszej Marii Panny (2 lutego). Każdemu ze świąt przyporządkowane jest w kazaniach zagadnienie teologiczne – Kazanie na dzień św. Michała zawiera rozważania o angelologii (w tym omówienie funkcji spełnianych przez anioły), Kazanie na dzień św. Katarzyny skonstruowane jest wokół kontrastu pomiędzy grzechem a świętością (omawia cztery grupy grzeszników: siedzących, leżących, śpiących i umarłych, oraz zestawia je z odpowiednimi fragmentami z żywota świętej), Boże Narodzenie dostarcza pretekstu do rozważań o Wcieleniu Pańskim, a dzień Trzech Króli – o Epifanii (przedstawienie trzech magów jako symboli działań człowieka wobec Boga oraz zestawienie trzech królów ziemskich z Jezusem, królem wiecznym).

## Kompozycja i styl
Kazania świętokrzyskie zostały starannie skomponowane, zarówno zgodnie z zasadami ars dictandi i ars praedicandi, jak i regułami tworzenia uczonych kazań (tzw. sermones). Zagadnienia teoretyczne przedstawiane w kazaniach dzielone są na części składowe (z reguły 3 albo 4, jak np. w kazaniu o świętej Katarzynie). Liczba elementów może pozostawać w zgodzie z tematem – kazanie o aniołach podzielone jest na 9 części, opowiadających o funkcjach niebiańskich posłańców, a cyfra 9 była w średniowieczu kojarzona z liczbą chórów anielskich. Poruszane zagadnienia układane są w logiczne schematy: twierdzenie – dowód – wniosek; kazania zawierają również całostki kompozycyjne charakterystyczne dla ars dictandi (protemat, temat, divisio, dilatatio, peroratio i podsumowanie). Proza kazań jest rytmiczna i rymowana – części składowe zdań złożonych mają najczęściej podobną liczbę sylab, natomiast ich zakończenia współbrzmią ze sobą (np. Zawierne niczs jinego kromie człowieka grzesznego). Słownictwo tekstów jest silnie zróżnicowane – autor unikał powtórzeń poprzez stosowanie licznych synonimów. W kazaniach występuje wiele wyrazów o znaczeniu abstrakcyjnym, co razem z przewagą wywodów teoretycznych nad opowiadaniem i erudycyjnym tokiem wypowiedzi składa się na ich intelektualny charakter i przeznaczenie dla wykształconego odbiorcy.

## Odbiór
Po raz pierwszy kazania zostały opublikowane przez Brücknera w 1891 w czasopiśmie „Prace Filologiczne” . Kolejne krytyczne wydanie Kazań pod redakcją Jana Łosia (pośmiertnie rękopis Łosia uzupełnił Kazimierz Nitsch) i Władysława Semkowicza ukazało się w 1934. W 2009 pod tytułem Kazania świętokrzyskie. Nowa edycja, nowe propozycje badawcze, pod redakcją prof. Pawła Stępnia , ukazało się nowe wydanie, zawierające najpełniejszą dotąd opublikowaną wersję tekstu.
Już od roku 1892 tekst kazań był umieszczany w Galicji w wypisach szkolnych. Po odzyskaniu niepodległości w 1918 kazania zostały włączone do kanonu lektur na poziomie średnim edukacji.